# Julita
Julita é um município de  quinta classe de renda municipal (d) na província Leyte, nas Filipinas. De acordo com o censo de 1 de maio  de  2020 possui uma população de 15 598 pessoas e 4 372 domicílios.